# 京王アートマン
株式会社京王アートマン（けいおうアートマン、Keio Atman）は生活雑貨を販売する京王グループの小売店である。業態は専門店に属する。本社は東京都多摩市関戸2-40-1の京王聖蹟桜ヶ丘東口ビル4階に所在する。2016年には開業30年を迎えた。
京王電鉄100%出資の子会社。

## 概要
京王線沿線を中心に店舗を展開している。聖蹟桜ヶ丘店は1号店であり、最大規模の店舗である。2005年4月、初めて沿線外である小田急小田原線の新百合ヶ丘に進出した。
主な取扱商品は文房具・バッグ・化粧品・家庭雑貨で、聖蹟桜ヶ丘店ではこのほかにクラフト用品・DIY用品を揃えている。一見、ハンズやロフトに近いショップイメージであるが、地元密着型を標榜し、品揃えや展開方法で差別化を図っている。
また新しい事業形態として、atman atman（アートマン・アートマン）1号店を、2014年4月にキラリナ京王吉祥寺にオープンした。

## 店舗

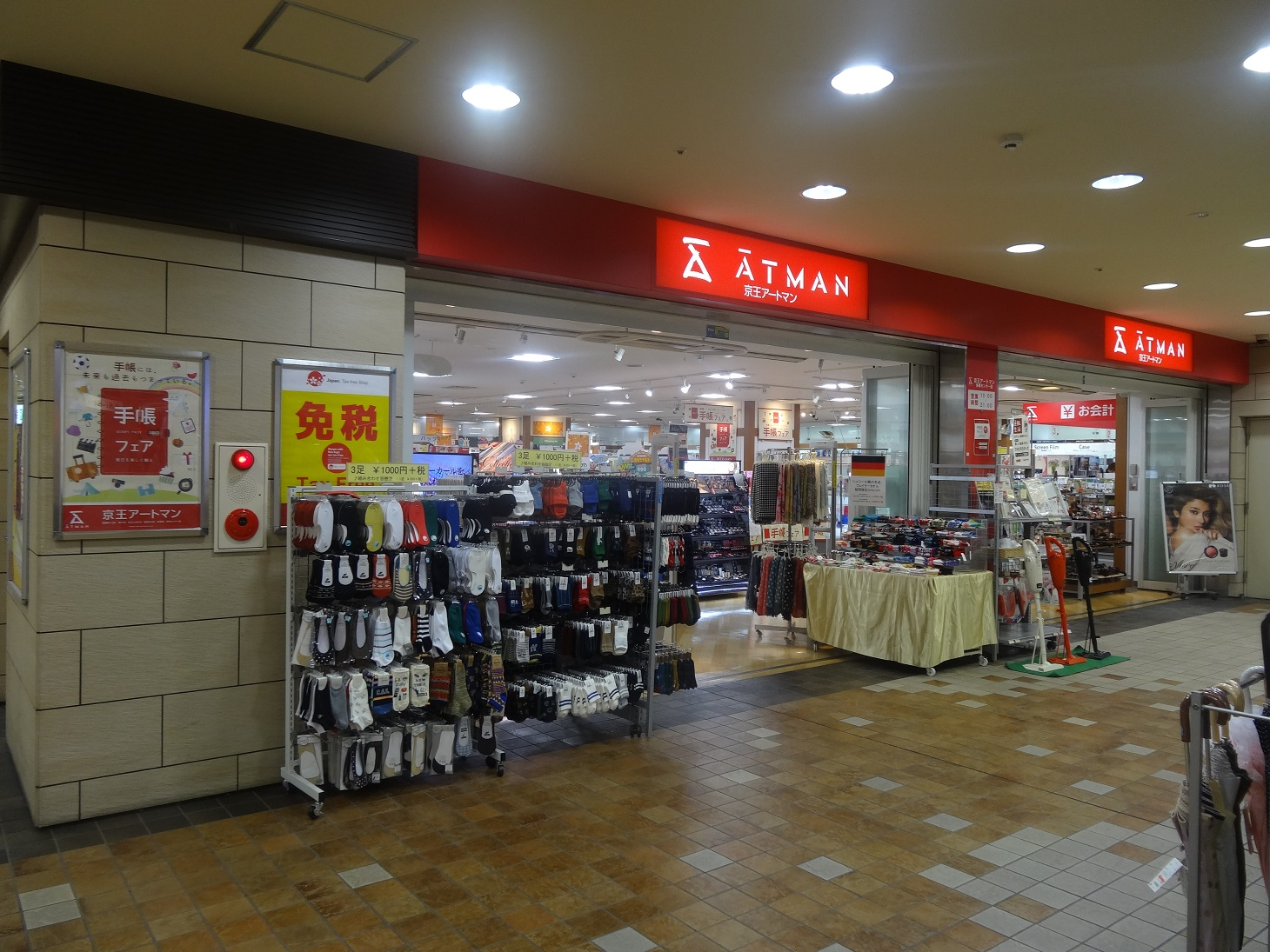
店舗外観（多摩センター店）

- 聖蹟桜ヶ丘店（京王聖蹟桜ヶ丘SC・A館3～5階）
- 府中店（京王府中SC・駅ビル2～4階）
京王府中SCの全面改装にともない、2018年1月19日から3月30日にかけてリニューアルオープン。
- 新百合丘店（新百合丘OPA・4～5階）
駅名は「新百合ヶ丘」であるが、店舗名はテナントとして入居の「新百合丘OPA」に合わせ「新百合丘店」としている。
町田モディ店の閉店後は、京王線沿線外の唯一の店舗となった。
- 高幡店（京王高幡SC・高幡不動駅ビル3階）
- atman atman 多摩センター店（京王多摩センターSC・2階）
2024年10月5日より「atman atman」形態にリニューアルした。
- atman atman 吉祥寺店（キラリナ京王吉祥寺・6階）
小型店舗「atman atman」形態としての1号店。2014年4月23日、キラリナ京王吉祥寺開業と同時オープン。
- atman atman 笹塚店（フレンテ笹塚・3階）
2015年4月1日、笹塚駅南口の複合ビル「メルクマール京王笹塚」に開業したフレンテ笹塚にオープン[4]。
- atman atman コスメ調布店（トリエ京王調布・地下1階改札階）
化粧品に特化した小型店舗「atman atman コスメ」としての1号店。2017年9月29日、トリエ京王調布開業と同時オープン。
- atman atman コスメ仙川店（フレンテ仙川・駅ビル2階）
化粧品に特化した小型店舗「atman atman コスメ」としての2号店。2018年10月25日、フレンテ仙川 駅ビル（旧：仙川駅ビル）のリニューアル時に新規オープン。
- atman atman コスメ明大前店
明大前駅改札内に2020年4月16日オープン[5]。

### 閉店した店舗
- 町田モディ店（小田急線町田駅西口・町田モディ7階）
売場面積が従来店舗より小さい「コンパクト型店舗」として初出店[6]。
2015年1月18日閉店。
- 京王八王子店（京王八王子SC・7階）
  - 京王八王子SC（K-8）の閉店に伴い2024年3月31日で閉店。

## 社史
- 1985年10月2日 株式会社京王アートマン設立。
- 1986年6月19日 聖蹟桜ヶ丘店開店。
- 1996年3月20日 府中店開店。
- 2001年6月28日 京王八王子店開店。
- 2005年4月23日 新百合丘店開店。
- 2007年3月28日 高幡店開店。
- 2009年11月20日 多摩センター店開店。
- 2012年10月27日 町田モディ店開店。
- 2014年4月23日 吉祥寺店開店。
- 2015年1月18日 町田モディ店閉店。
- 2015年4月1日 笹塚店開店。
- 2016年 開業30年を迎える。
- 2017年9月29日 調布店開店。
- 2018年10月25日 仙川店開店。
- 2024年3月31日 京王八王子店閉店。

## 店名の由来
アートマン (Atman) は、ヒンドゥー教またはインド哲学で使われる用語で、「意識の最も深い内側にある個の根源」という意味。 サンスクリット語で「最も内側」を意味する "Atma"（アートマ）が語源。自己の根本原理である「アートマン」は、宇宙の根本原理「ブラフマン」と同一であるとされる（これを「梵我一如」という）。英語の "Art man" ではない。
「さまざまな用品・サービスを通じて、自己実現のお手伝いをする」というのがショップコンセプトである。

## 参照
1. 1 2  株式会社京王アートマン 第41期決算公告
2. ↑  京王電鉄2017年度(第97期)有価証券報告書  (PDF)  4 【関係会社の状況】
3. ↑  「キラリナ京王吉祥寺」出店店舗が決定 (PDF)  ニュースリリース(p.4)
4. ↑  京王線笹塚駅南口「メルクマール京王笹塚」に４月１日（水）商業施設「フレンテ笹塚」がオープン (PDF)  京王重機整備株式会社・京王電鉄株式会社　2015年3月5日、京王電鉄ニュースリリース
5. ↑  『「HAPPYLEMON明大前店」と「アートマン アートマン コスメ 明大前店」がオープンします！』（PDF）（プレスリリース）京王電鉄、2020年3月24日。2021年5月28日閲覧。
6. ↑  京王アートマン 町田モディ店をオープンします (PDF)  ニュースリリース